# Ung kunst i Ungdomsbyen
Ung kunst i Ungdomsbyen er en dansk portrætfilm fra 1964 instrueret af Kristian Begtorp.

## Handling
Malerne Kirsten Kildegård Høj (f. 1928), Viktor Jensen og Peter Nyborg (f. 1937) arbejder med tre vidt forskellige udsmykninger i den kendte ungdomsby i Rødovre. Kirsten Kildegård Høj og Viktor Jensen arbejder med mosaikudsmykninger, mens Peter Nyborg udfører en stor vægudsmykning til ungdomsbyens rådhussal.